# Acatzingo de Hidalgo
Acatzingo de Hidalgo – miasto w Meksyku, w stanie Puebla.